# Verein für Bewegungsspiele Oldenburg 2022-2023
Questa voce raccoglie le informazioni riguardanti il Verein für Bewegungsspiele Oldenburg nelle competizioni ufficiali della stagione 2022-2023.

## Stagione
Nella stagione 2022-2023 il Oldenburg, allenato da Dario Fossi, Frank Löning e Fuat Kilic, concluse il campionato di 3. Liga al 18º posto e fu retrocesso in Regionalliga.

## Rosa
| N. |                     | Ruolo | Calciatore            |
| -- | ------------------- | ----- | --------------------- |
| 1  | Polonia (bandiera)  | P     | Dominik Kisiel        |
| 3  | Germania (bandiera) | D     | Marcel Appiah         |
| 4  | Germania (bandiera) | D     | Leon Deichmann        |
| 5  | Germania (bandiera) | D     | Fabian Herbst         |
| 6  | Namibia (bandiera)  | C     | Manfred Starke        |
| 7  | Germania (bandiera) | A     | Rafael Brand          |
| 8  | Polonia (bandiera)  | C     | Robert Ziętarski      |
| 9  | Germania (bandiera) | A     | Max Wegner            |
| 10 | Kosovo (bandiera)   | C     | Kamer Krasniqi        |
| 11 | Germania (bandiera) | A     | Ayodele Adetula       |
| 12 | Germania (bandiera) | C     | Linus Schäfer         |
| 13 | Germania (bandiera) | C     | Marten Schmidt        |
| 16 | Germania (bandiera) | C     | Marc Stendera         |
| 17 | Austria (bandiera)  | A     | Patrick Möschl        |
| 18 | Germania (bandiera) | D     | Pascal Richter        |
| 19 | Germania (bandiera) | C     | Christopher Buchtmann |

| N. |                     | Ruolo | Calciatore           |
| -- | ------------------- | ----- | -------------------- |
| 19 | Germania (bandiera) | A     | Tom Gaida            |
| 20 | Germania (bandiera) | C     | Jakob Bookjans       |
| 21 | Germania (bandiera) | C     | Kai-Sotirios Kaissis |
| 22 | Germania (bandiera) | D     | Dennis Engel         |
| 24 | Gambia (bandiera)   | A     | Kebba Badjie         |
| 25 | Germania (bandiera) | P     | Felix Dornebusch     |
| 27 | Germania (bandiera) | D     | Dominique Ndure      |
| 28 | Germania (bandiera) | P     | Moritz Onken         |
| 29 | Svizzera (bandiera) | A     | Orhan Ademi          |
| 31 | Germania (bandiera) | D     | Justin Plautz        |
| 32 | Germania (bandiera) | D     | Oliver Steurer       |
| 44 | Germania (bandiera) | D     | Nico Knystock        |
| 45 | Austria (bandiera)  | A     | Patrick Hasenhüttl   |
| 46 | Germania (bandiera) | D     | Emirhan Ciftci       |
| 49 | Germania (bandiera) | P     | Sebastian Mielitz    |

## Organigramma societario
Area tecnica
- Allenatore: Fuat Kilic
- Allenatore in seconda: Frank Löning
- Preparatore dei portieri: Jannik Zohrabian
- Preparatori atletici: Kolja Wrase

## Calciomercato

### Sessione estiva
| Acquisti | Acquisti              | Acquisti           | Acquisti |
| R.       | Nome                  | da                 | Modalità |
| -------- | --------------------- | ------------------ | -------- |
| A        | Patrick Hasenhüttl    | Austria Klagenfurt |          |
| C        | Christopher Buchtmann | St. Pauli          |          |
| C        | Manfred Starke        | Zwickau            |          |
| A        | Kebba Badjie          | Hallescher         |          |
| C        | Kamer Krasniqi        | Rehden             |          |
| P        | Sebastian Mielitz     | Helsingør          |          |
| D        | Dominique Ndure       | Holstein Kiel      |          |
| D        | Justin Plautz         | St. Pauli II       |          |
| D        | Oliver Steurer        | Duisburg           |          |

| Cessioni | Cessioni      | Cessioni           | Cessioni |
| R.       | Nome          | a                  | Modalità |
| -------- | ------------- | ------------------ | -------- |
| A        | Maik Łukowicz | Teutonia Ottensen  |          |
| C        | Gazi Siala    | Teutonia Ottensen  |          |
| A        | Tade Niehues  | Kickers Emden      |          |
| C        | Theo Janotta  | VfL Oldenburg      |          |
| D        | Noah Koch     | VfL Oldenburg      |          |
| D        | David Dere    | Bremer SV          |          |
| A        | Diyar Saka    | Holstein Kiel II   |          |
| C        | Marin Vukoja  | SG Aumund-Vegesack |          |

### Sessione invernale
| Acquisti | Acquisti    | Acquisti | Acquisti |
| R.       | Nome        | da       | Modalità |
| -------- | ----------- | -------- | -------- |
| A        | Orhan Ademi | UTA Arad |          |

| Cessioni | Cessioni       | Cessioni          | Cessioni |
| R.       | Nome           | a                 | Modalità |
| -------- | -------------- | ----------------- | -------- |
| C        | Marco Schultz  | Bremer SV         |          |
| A        | Affam Ifeadigo | Teutonia Ottensen |          |
| P        | Pelle Boevink  | Paderborn         |          |

## Risultati

### 3. Liga

#### Girone di andata
| Arbitro: | Schultes |

|            |           |             |
| Starke 71’ | Marcatori | 17’ Hemlein |

| Arbitro: | Ballweg |

|             |           |  |
| Verlaat 75’ | Marcatori |  |

| Arbitro: | Fuchs |

|                          |           |                                    |
| Ziętarski 49’ Badjie 68’ | Marcatori | 22’ Conrad 84’ Tekerci 89’ Mustafa |

| Arbitro: | Kessel |

|                             |           |  |
| Fünger 68’ Zimmerschied 71’ | Marcatori |  |

| Arbitro: | Nouhoum |

|           |           |  |
| Brand 33’ | Marcatori |  |

| Arbitro: | Hempel |

|           |           |              |
| Girth 72’ | Marcatori | 47’ Krasniqi |

| Arbitro: | Stegemann |

|                                        |           |                                    |
| Wegner 3’, 72’ Brand 49’ Deichmann 58’ | Marcatori | 6’ (rig.), 46’ Simakala 19’ Tesche |

| Arbitro: | Brombacher |

|             |           |                          |
| Pašalić 52’ | Marcatori | 30’ Starke 89’ Ziętarski |

| Arbitro: | Schwengers |

|            |           |             |
| Wegner 29’ | Marcatori | 86’ Ziereis |

| Arbitro: | Kessel |

|                    |           |                        |
| Meißner 80’ (rig.) | Marcatori | 56’ Wegner 66’ Steurer |

| Arbitro: | Gansloweit |

|                          |           |                                        |
| Taffertshofer 41’ (aut.) | Marcatori | 15’ Baumgart 54’ Jastremski 90’ Danhof |

| Arbitro: | Kampka |

|                                        |           |            |
| Prtajin 40’ Hollerbach 56’ Iredale 86’ | Marcatori | 38’ Badjie |

| Arbitro: | Ballweg |

|  |           |                                   |
|  | Marcatori | 9’ Testroet 22’ Kopacz 50’ Costly |

| Arbitro: | Alt |

|                    |           |  |
| Vermeij 64’ (rig.) | Marcatori |  |

| Arbitro: | Weisbach |

|                                   |           |                                                                               |
| Wegner 22’ (rig.) Starke 59’, 67’ | Marcatori | 33’ (rig.), 50’ Bastians 45’ Berlinski 72’ (aut.) Deichmann 89’ (aut.) Appiah |

| Arbitro: | Greif |

|                                               |           |             |
| Cuni 8’ Günther-Schmidt 25’ Appiah 30’ (aut.) | Marcatori | 75’ Adetula |

| Arbitro: | Hildenbrand |

|                    |           |          |
| Seegert 41’ (aut.) | Marcatori | 87’ Bahn |

| Arbitro: | Schröder |

|  |           |           |
|  | Marcatori | 3’ Badjie |

| Arbitro: | Burda |

|               |           |                               |
| Buchtmann 16’ | Marcatori | 64’, 82’ Arslan 71’ Borkowski |

#### Girone di ritorno
| Arbitro: | Braun |

|               |           |            |
| Dombrowka 11’ | Marcatori | 21’ Wegner |

| Arbitro: | Schwengers |

|                        |           |                    |
| Starke 90’ Richter 90’ | Marcatori | 58’ Tallig 82’ Bär |

| Arbitro: | Brombacher |

|                               |           |  |
| Woltemade 8’, 17’ Rochelt 54’ | Marcatori |  |

| Arbitro: | Speckner |

|  |           |                    |
|  | Marcatori | 51’ (rig.) Kreuzer |

| Arbitro: | Hanslbauer |

|                               |           |              |
| Sessa 43’ (rig.) Ochojski 69’ | Marcatori | 49’ Krasniqi |

| Arbitro: | Nouhoum |

|                           |           |                                |
| Starke 26’ Hasenhüttl 87’ | Marcatori | 20’, 23’ Hettwer 40’ Feltscher |

| Arbitro: | Aarnink |

|                         |           |  |
| Simakala 43’ Traoré 52’ | Marcatori |  |

| Arbitro: | Thomsen |

|                        |           |            |
| Schäfer 8’ Adetula 88’ | Marcatori | 17’ Michel |

| Arbitro: | Winter |

|             |           |                             |
| Ziereis 50’ | Marcatori | 38’ Krasniqi 90’ Hasenhüttl |

| Arbitro: | Lechner |

|               |           |                                            |
| Ziętarski 71’ | Marcatori | 18’ Becker 35’ (rig.) Wunderlich 82’ Risse |

| Arbitro: | Exner |

|                    |           |  |
| Nəzərov 80’ (rig.) | Marcatori |  |

| Arbitro: | Eckermann |

|               |           |                           |
| Ziętarski 68’ | Marcatori | 39’ Mockenhaupt 45’ Wurtz |

| Arbitro: | Gansloweit |

|  |           |                             |
|  | Marcatori | 3’ Deichmann 17’ Hasenhüttl |

| Oldenburg 22 aprile 2023, ore 14:00 CEST 33ª giornata | Oldenburg  | 0 – 0 referto | Friburgo II | Marschweg-Stadion (3 806 spett.)\| Arbitro: \| Hanslbauer \| |
| Arbitro:                                              | Hanslbauer |               |             |                                                              |

| Essen 30 aprile 2023, ore 15:00 CEST 34ª giornata | Rot-Weiss Essen | 0 – 0 referto | Oldenburg | Stadion an der Hafenstraße (17 657 spett.)\| Arbitro: \| Kampka \| |
| Arbitro:                                          | Kampka          |               |           |                                                                    |

| Arbitro: | Greif |

|  |           |                 |
|  | Marcatori | 85’ (rig.) Cuni |

| Arbitro: | Kessel |

|                 |           |                                    |
| Małachowski 61’ | Marcatori | 20’ Stendera 23’ Steurer 63’ Brand |

| Arbitro: | Exner |

|          |           |                  |
| Brand 6’ | Marcatori | 46’, 90’ Baumann |

| Arbitro: | Gerach |

|                 |           |            |
| Arslan 45’, 87’ | Marcatori | 19’ Wegner |

## Statistiche

### Statistiche di squadra
| Competizione | Punti | In casa | In casa | In casa | In casa | In casa | In casa | In trasferta | In trasferta | In trasferta | In trasferta | In trasferta | In trasferta | Totale | Totale | Totale | Totale | Totale | Totale | DR  |
| Competizione | Punti | G       | V       | N       | P       | Gf      | Gs      | G            | V            | N            | P            | Gf           | Gs           | G      | V      | N      | P      | Gf     | Gs     | DR  |
| ------------ | ----- | ------- | ------- | ------- | ------- | ------- | ------- | ------------ | ------------ | ------------ | ------------ | ------------ | ------------ | ------ | ------ | ------ | ------ | ------ | ------ | --- |
| 3. Liga      | 35    | 19      | 3       | 5       | 11      | 24      | 38      | 19           | 6            | 3            | 10           | 18           | 26           | 38     | 9      | 8      | 21     | 42     | 64     | -22 |
| Totale       | 35    | 19      | 3       | 5       | 11      | 24      | 38      | 19           | 6            | 3            | 10           | 18           | 26           | 38     | 9      | 8      | 21     | 42     | 64     | -22 |

### Andamento in campionato
| Giornata  | 1 | 2  | 3  | 4  | 5  | 6  | 7  | 8  | 9  | 10 | 11 | 12 | 13 | 14 | 15 | 16 | 17 | 18 | 19 | 20 | 21 | 22 | 23 | 24 | 25 | 26 | 27 | 28 | 29 | 30 | 31 | 32 | 33 | 34 | 35 | 36 | 37 | 38 |
| --------- | - | -- | -- | -- | -- | -- | -- | -- | -- | -- | -- | -- | -- | -- | -- | -- | -- | -- | -- | -- | -- | -- | -- | -- | -- | -- | -- | -- | -- | -- | -- | -- | -- | -- | -- | -- | -- | -- |
| Luogo     | C | T  | C  | T  | C  | T  | C  | T  | C  | T  | C  | T  | C  | T  | C  | T  | C  | T  | C  | T  | C  | T  | C  | T  | C  | T  | C  | T  | C  | T  | C  | T  | C  | T  | C  | T  | C  | T  |
| Risultato | N | P  | P  | P  | V  | N  | V  | V  | N  | V  | P  | P  | P  | P  | P  | P  | N  | V  | P  | N  | N  | P  | P  | P  | P  | P  | V  | V  | P  | P  | P  | V  | N  | N  | P  | V  | P  | P  |
| Posizione | 8 | 15 | 15 | 18 | 14 | 14 | 12 | 11 | 10 | 9  | 9  | 10 | 14 | 15 | 16 | 16 | 16 | 14 | 15 | 15 | 15 | 16 | 17 | 18 | 19 | 20 | 18 | 17 | 18 | 18 | 19 | 18 | 17 | 17 | 18 | 17 | 18 | 18 |

Legenda:

Luogo: C = Casa; T = Trasferta. Risultato: V = Vittoria; N = Pareggio; P = Sconfitta.

### Statistiche dei giocatori
| O. Ademi      | 12 | 0 | 0  | 0 |
| A. Adetula    | 19 | 2 | 2  | 0 |
| M. Appiah     | 31 | 0 | 4  | 0 |
| K. Badjie     | 23 | 3 | 3  | 0 |
| P. Boevink    | 10 | 0 | 1  | 0 |
| J. Bookjans   | 24 | 0 | 1  | 0 |
| R. Brand      | 31 | 4 | 4  | 0 |
| C. Buchtmann  | 11 | 1 | 5  | 0 |
| E. Ciftci     | 0  | 0 | 0  | 0 |
| L. Deichmann  | 28 | 2 | 4  | 0 |
| F. Dornebusch | 8  | 0 | 0  | 0 |
| D. Engel      | 0  | 0 | 0  | 0 |
| T. Gaida      | 0  | 0 | 0  | 0 |
| P. Hasenhüttl | 26 | 3 | 3  | 0 |
| F. Herbst     | 8  | 0 | 0  | 0 |
| A. Ifeadigo   | 4  | 0 | 0  | 0 |
| K. Kaissis    | 8  | 0 | 1  | 0 |
| D. Kisiel     | 0  | 0 | 0  | 0 |
| N. Knystock   | 26 | 0 | 3  | 0 |
| K. Krasniqi   | 29 | 3 | 6  | 0 |
| S. Mielitz    | 20 | 0 | 1  | 0 |
| P. Möschl     | 23 | 0 | 1  | 0 |
| D. Ndure      | 33 | 0 | 10 | 0 |
| M. Onken      | 0  | 0 | 0  | 0 |
| J. Plautz     | 25 | 0 | 5  | 0 |
| P. Richter    | 7  | 1 | 0  | 0 |
| M. Schmidt    | 18 | 0 | 5  | 0 |
| L. Schäfer    | 19 | 1 | 2  | 0 |
| M. Starke     | 36 | 6 | 5  | 0 |
| M. Stendera   | 13 | 1 | 2  | 2 |
| O. Steurer    | 37 | 2 | 7  | 0 |
| M. Wegner     | 32 | 7 | 4  | 0 |
| R. Ziętarski  | 34 | 4 | 10 | 0 |